# Округ Невада (Калифорнија)
Невада (енгл. Nevada County) је округ у америчкој савезној држави Калифорнија.

## Демографија
По попису из 2010. године број становника је 98.764, што је 6.731 (7,3%) становника више него 2000. године.
| Група             | 2000.          | 2010.          |
| Белци             | 83.098 (90,3%) | 85.477 (86,5%) |
| Афроамериканци    | 259 (0,3%)     | 389 (0,4%)     |
| Азијати           | 715 (0,8%)     | 1.187 (1,2%)   |
| Хиспаноамериканци | 5.201 (5,7%)   | 8.439 (8,5%)   |
| Укупно            | 92.033         | 98.764         |